# BBC Scotland
BBC Scozia (in inglese: BBC Scotland, in gaelico scozzese: BBC Alba) è la sezione della BBC per la Scozia. Il primo servizio radiofonico in Scozia è stato fondato dalla British Broadcasting Company a Glasgow il 6 marzo 1923 con il nome di 5SC. I servizi sono stati gradualmente ampliati per includere le nuove stazioni 2BD, 2DE e 2EH, con sede a Aberdeen, Dundee e Edimburgo. Intorno al 1927, la nuova Corporation, come la BBC, ha deciso di combinare queste stazioni locali sotto il banner generico della BBC Regional Programme.
La televisione in Scozia è iniziata il 14 marzo 1952 con un sistema di trasmissione a 405 linee trasmesso dal trasmettitore Kirk o'Shotts. Il colore è stato introdotto in via sperimentale nel 1967 e definitivamente nel 1971.
Nel settembre 1998 è iniziato il primo servizio digitale, BBC Scozia Choice .